# Johann Philipp Orth (Politiker, 1582)
Johann Philipp Orth (* 28. Februar 1582 in Heilbronn; † 2. September 1635 ebenda);  war von 1633 bis 1635 Bürgermeister von Heilbronn.

## Leben
Er entstammte der wohlhabenden Heilbronner Familie Orth und war der älteste Sohn des Dietrich Orth (1547–1595) und der Maria Ans, war also ein Enkel von Philipp Orth und Wendel Ans d. J.
Johann Philipp war zunächst gräflich Erbachscher Kammerschreiber in Michelstadt und kehrte später in seine Heimatstadt Heilbronn zurück. Dort gehörte er 1627 dem kleinen, inneren Rat („von den burgern“) an, war ab 1628 Steuerherr und ab 1633 Bürgermeister von Heilbronn.  
Orth lieferte einen Bericht über die Gräueltaten des böhmisch-pfälzischen Krieges 1622 in der Schlacht bei Wimpfen.